# Salomo

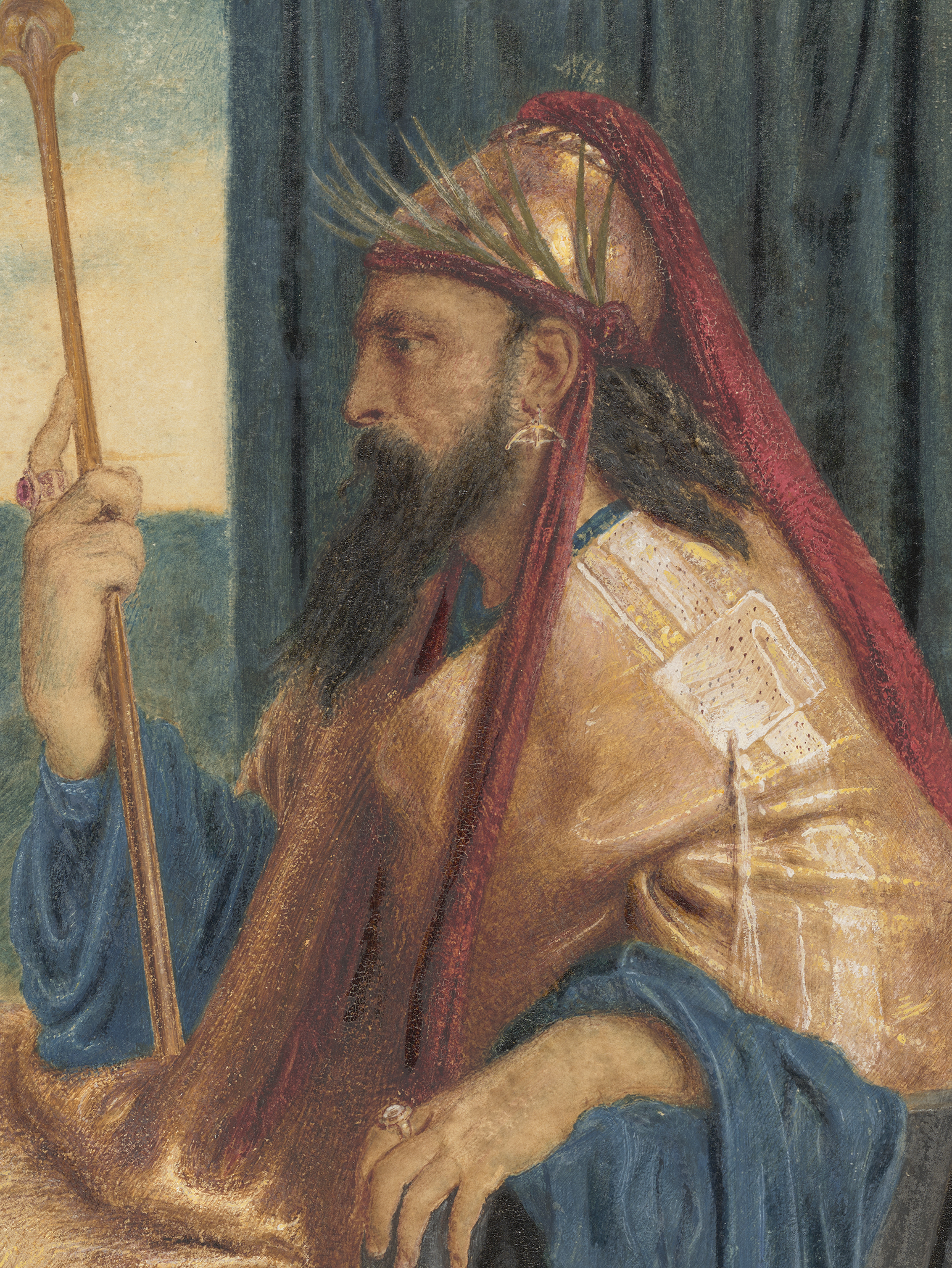
Simeon Solomon: König Salomo, 1872 oder 1874

Der König Salomo, gräzisiert Salomon, von hebräisch שְׁלֹמֹה Šəlomoh, war – nach Darstellung der Bibel – im 10. Jahrhundert v. Chr. Herrscher des vereinigten Königreichs Israel. Entsprechend dem biblischen Bericht war er der Erbauer des ersten jüdischen Tempels in Jerusalem und der dritte König in Israel nach Saul und seinem Vater David.

## Name
Der Name Salomo kommt aus dem Hebräischen. Er leitet sich von der Wurzel שלם šlm ab, von der auch das Wort שָׁלוֹם šālôm „Frieden“, „Unversehrtheit“, „Wohlbefinden“, „Vollkommenheit“ abgeleitet ist. Die Endung -o lässt sich entweder hypokoristisch oder als männliches Suffix deuten, somit ist die Bedeutung entweder Frieden, Unversehrtheit oder sein Frieden, seine Unversehrtheit. Der Name kann als Trost wegen des zuvor verstorbenen Bruders Salomos verstanden werden (2. Samuel 12,24 ). Er ist derjenige, der Frieden, Unversehrtheit und Heil in die Familie bringt.
Die Wurzel שלם kann allerdings auch als „Ersatz leisten“ übersetzt werden. Hier ist erneut der Bezug zum zuvor verstorbenen Bruder vorhanden. Die Übersetzung hieße dann „sein Ersatz“.
Zusätzlich zum Namen Salomo erhält das Neugeborene in (2. Samuel 12,25 ) durch den Propheten Nathan den Namen Jedidja, der „Geliebter JHWHs“ bedeutet.

## Biblische Darstellung

### Datierung und Familie
Die wichtigsten Quellen sind das 1. Buch der Könige, Kap. 1–11, sowie das 2. Buch der Chronik, Kap. 1–9. Danach war Salomo der Sohn Davids und Bathsebas, der Witwe Urijas. Sie spielte später eine hervorgehobene Rolle unter den Frauen des alternden Königs David, vor allem auch hinsichtlich der Frage der Nachfolge. Salomo bestieg den Thron 40 Jahre nach seinem Vater (1. Chr. 29,27 , bezogen auf Juda). An dieser Stelle nimmt die christliche Tradition eine Teilung des Buches der Chroniken vor, sodass das „2. Buch“ mit dem Beginn der Herrschaft Salomos beginnt. Salomo wird zu diesem Zeitpunkt etwa 20 Jahre alt gewesen sein. In der hebräischen Zeitrechnung ist dieses Ereignis auf das Jahr 476 nach dem Auszug aus Ägypten zu datieren, da der Bau des Tempels im vierten Regierungsjahr Salomos begann (1. Kön. 6,1  und 2. Chr. 3,2 ). Auch seine Regierungszeit wird (in 2. Chr. 9,30 ) mit 40 Jahren angegeben. Sein Sohn und Nachfolger Rehabeam war zum Zeitpunkt seines Todes 41 Jahre alt (1. Kön. 14,21 ). Die Angaben zur Regierungszeit von Salomo schwanken. Einige Autoren geben den Beginn mit „etwa 966 v. Chr.“ oder gar noch später an. Andere datieren das Ende bereits auf das Jahr 990 v. Chr. Letzten Endes ist diese Zeitangabe aber auch eine Frage der Historizität.
Im Neuen Testament nennt Mt. 1,7–16  „Josef, den Mann Marias, von der geboren ist Jesus, der da heißt Christus“ als direkten Nachfahren von Salomo.

### Außen- und Innenpolitik

Das vereinigte Königreich Israel löste sich nach dem Tod Salomos ca. 926 v. Chr. in das von Jerobeam I. regierte Nordreich Israel (mit der Hauptstadt Samaria; blau gefärbtes Areal) und das von Rehabeam regierte Juda im Süden (mit der Hauptstadt Jerusalem; ocker gefärbtes Areal) auf.

Salomo soll das von seinem Vater geschaffene Großreich im Wesentlichen erhalten sowie modernisiert und eine moderne Verwaltung mit Beamtenstab geschaffen haben. Das Reich soll außerdem in zwölf Bezirke oder Gaue (1 Kön 4 ) aufgeteilt worden sein. Schließlich sei das Heer ebenfalls modernisiert und mit Kampfwagen ausgestattet worden, wodurch das stehende Heer größere Bedeutung gegenüber dem Heerbann des Volkes gewonnen habe.
Salomo, der gemäß alttestamentlichen Quellen auf eine Vergrößerung des Reiches verzichtete, soll die friedlichen Beziehungen erweitert haben. Die Angabe, er habe mit den Völkern des Nordens sowie des Südens im Verbund mit dem phönizischen König Hiram von Tyros Handel getrieben, widerspricht archäologischen Befunden. Auch der phönizische Handel und der damit verbundene Schiffsbau in Eilat am Nordostzipfel des Roten Meeres, dem heutigen Golf von Akaba, kann nicht vor dem 8. Jahrhundert v. Chr. stattgefunden haben. Die dreijährigen Seefahrten in das Goldland Ophir, die laut der Überlieferung „Salomo von dort 420 Zentner Gold brachten“ (1 Kön 9,26–28 ), datieren ebenso wie die Tarsis-Schiffe aus dem gleichen Zeitraum. Die an anderer Stelle erklärte Schiffsfracht aus Ophir mit „Gold, Silber, Elfenbein, Affen und Pfauen“ verweisen auf altägyptische Handelslisten.
Die Forschung vermutet daher, dass die Schiffe entweder an der arabischen Küste oder an der afrikanischen Ostküste gen Süden segelten. Die damit zusammenhängende Geschichte der Königin von Saba (1 Kön 10,1–13 ) gilt als redaktionelle Ergänzung, die wohl aus der assyrischen Epoche Sanheribs und Asarhaddons stammt. Die mit einem ägyptischen Pharao geknüpften Verbindungen sind in ägyptischen Quellen nicht belegt. Handelsbeziehungen mit dem goldreichen Tarsis (Tartessos) in Spanien könnten tatsächlich bereits während Salomos Regentschaft bestanden haben, wie neue Ausgrabungsergebnisse in Huelva zeigen: In der dort entdeckten spätbronzezeitlichen, bis zu 35 ha großen Siedlung wurden phönizische Importe entdeckt, die bis ins frühe 10. Jahrhundert v. Chr. zurückreichen.

### Kulturelle Leistungen
Salomo baute nach alttestamentlichen Angaben mehrere Städte im Land aus, vor allem aber ließ er Jerusalem erweitern und erbaute den ersten Tempel für JHWH (siehe Salomonischer Tempel) sowie seinen eigenen Palast (1 Kön 6–7 ).
Er öffnete das Reich gegenüber anderen Kulturen und Religionen, was ihm bei anderen Völkern ein großes Ansehen verschaffte und zeitweise in der Forschung als „salomonische Aufklärung“ bezeichnet wurde. Sprichwörtlich wurde die Übernahme altorientalischer Weisheit unter der Regentschaft Salomos.
Traditionell gilt er als Autor der biblischen Schriften Buch der Sprichwörter, Kohelet, Hoheslied und Buch der Weisheit. In der modernen Forschung nimmt man dagegen an, dass er allenfalls der Sammler oder Auftraggeber eines Teils der „Sprüche Salomos“ war.

### Das Urteil des Königs Salomo

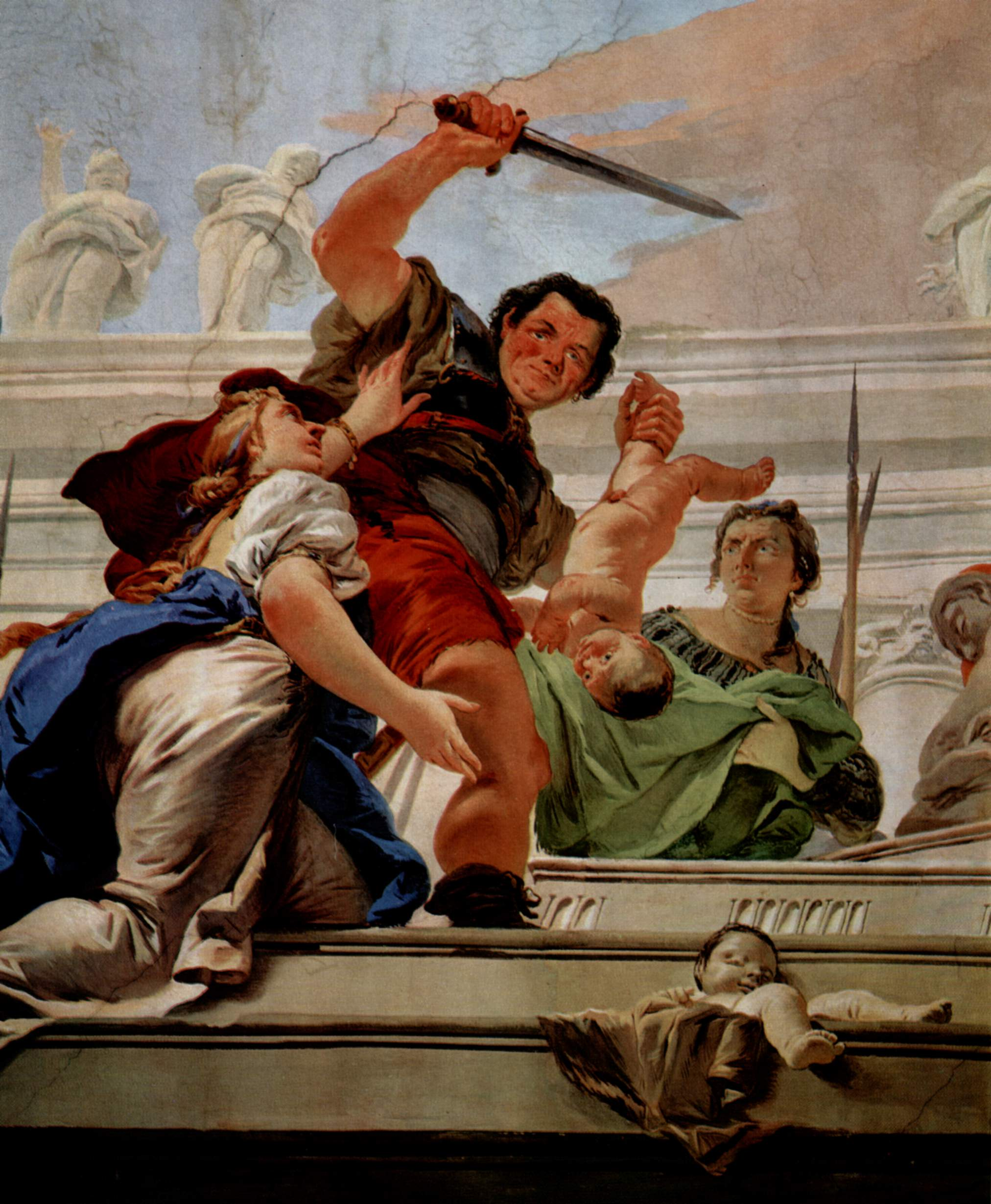
Giovanni Battista Tiepolo (1696–1770): Ausschnitt aus dem Fresko Das Urteil Salomos

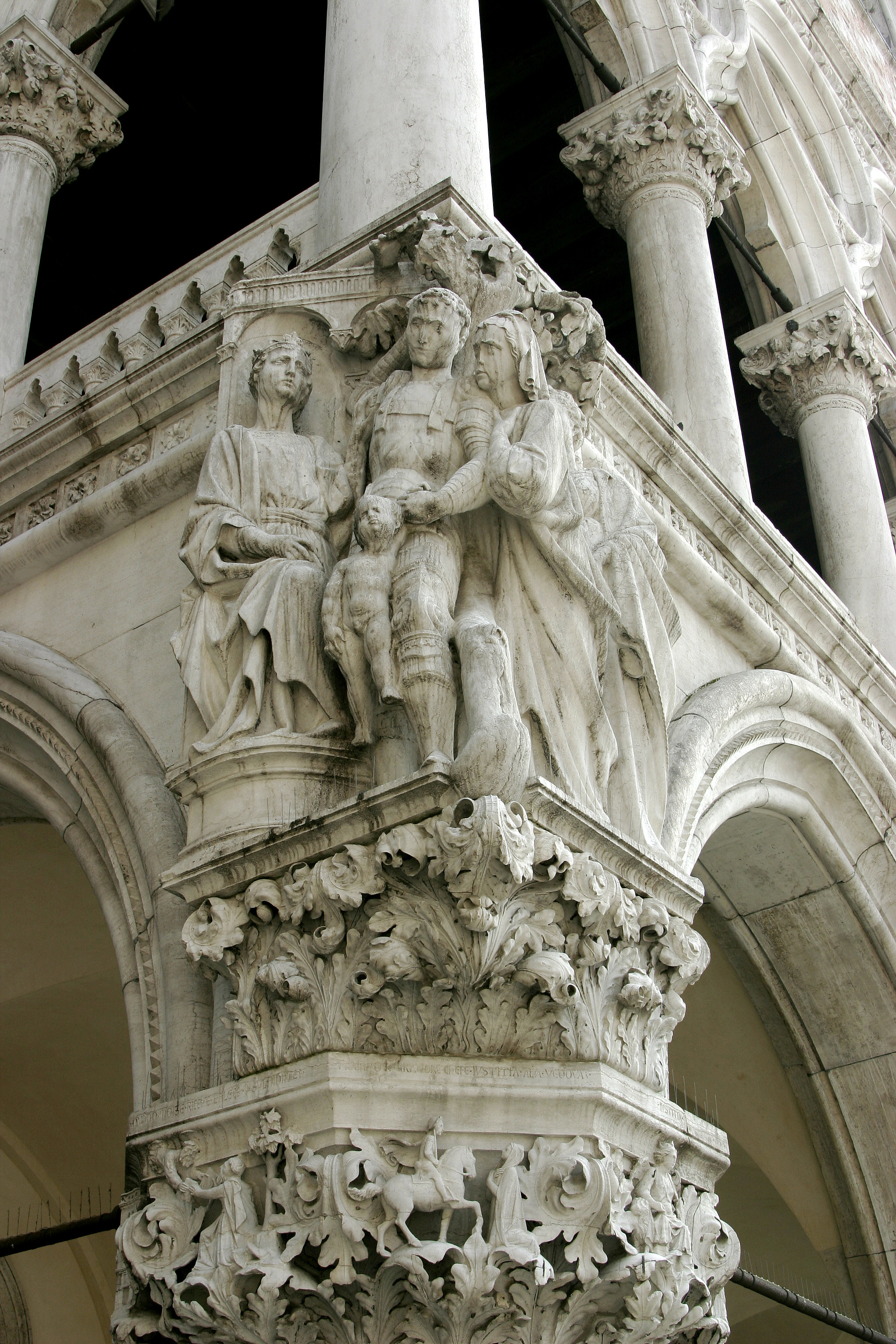
Darstellung am Dogenpalast in Venedig

Diese Geschichte ist besonders bekannt und als salomonisches Urteil auch im allgemeinen Sprachgebrauch verankert. Das Urteil wird hier zitiert nach der Einheitsübersetzung der Bibel (1 Kön 3,16–28 ); zur Verbesserung der Lesbarkeit sind Anführungszeichen und Leerzeilen eingefügt.
Damals kamen zwei Dirnen und traten vor den König.

Die eine sagte: „Bitte, Herr, ich und diese Frau wohnen im gleichen Haus, und ich habe dort in ihrem Beisein geboren. Am dritten Tag nach meiner Niederkunft gebar auch diese Frau. Wir waren beisammen; kein Fremder war bei uns im Haus, nur wir beide waren dort. Nun starb der Sohn dieser Frau während der Nacht; denn sie hatte ihn im Schlaf erdrückt. Sie stand mitten in der Nacht auf, nahm mir mein Kind weg, während deine Magd schlief, und legte es an ihre Seite. Ihr totes Kind aber legte sie an meine Seite. Als ich am Morgen aufstand, um mein Kind zu stillen, war es tot. Als ich es aber am Morgen genau ansah, war es nicht mein Kind, das ich geboren hatte.“

Da rief die andere Frau: „Nein, mein Kind lebt, und dein Kind ist tot.“

Doch die erste entgegnete: „Nein, dein Kind ist tot, und mein Kind lebt.“

Man brachte es vor den König. So stritten sie vor dem König.

Da begann der König: „Diese sagt: ‚Mein Kind lebt, und dein Kind ist tot!‘' und jene sagt: ‚Nein, dein Kind ist tot, und mein Kind lebt.‘“ Und der König fuhr fort: „Holt mir ein Schwert!“ Nun entschied er: „Schneidet das lebende Kind entzwei, und gebt eine Hälfte der einen und eine Hälfte der anderen!“

Doch nun bat die Mutter des lebenden Kindes den König – es regte sich nämlich in ihr die mütterliche Liebe zu ihrem Kind: „Bitte, Herr, gebt ihr das lebende Kind, und tötet es nicht!“

Doch die andere rief: „Es soll weder mir noch dir gehören. Zerteilt es!“

Da befahl der König: „Gebt jener das lebende Kind, und tötet es nicht; denn sie ist seine Mutter.“

Ganz Israel hörte von dem Urteil, das der König gefällt hatte, und sie schauten mit Ehrfurcht zu ihm auf; denn sie erkannten, dass die Weisheit Gottes in ihm war, wenn er Recht sprach.
Nach Hugo Gressmann (1907) handelt es sich bei dem biblischen Stoff vom salomonischen Urteil um eine Wanderlegende, die erstmals in Indien in den Jātakas auftauchte, sich nach Tibet und China ausbreitete, vielfach abgewandelt wurde und auf noch wenig erforschtem Weg auch in den vorderen Orient gelangte.

### Mythos und Kritik
Die Zeit der Herrschaft Salomos gilt in der Bibel als eine Zeit des Friedens und des Wohlstandes, charakterisiert durch die Wiedergabe eines Traumgesichts aus dem Anfang seiner Herrschaft: Als Gott ihm die Gewährung eines Wunsches zusagte, wünschte er sich Weisheit, um sein Volk gerecht regieren zu können, da er sich dieser Aufgabe noch nicht gewachsen fühlte. Gott gefiel, dass er sich nicht langes Leben, Reichtum oder Siege über seine Gegner gewünscht hatte, und so gewährte er ihm all dieses zusätzlich zur Weisheit (1 Kön 3,5–15 ). Charakteristisch für diese Geisteshaltung ist die Geschichte des salomonischen Urteils. Noch im Neuen Testament, etwa in der Bergpredigt, wird auf „Salomo in all seiner Pracht“ Bezug genommen (Mt 6,29 ), (Lk 12,27 ).
Jedoch wird die Regierungszeit Salomos nicht uneingeschränkt positiv bewertet. Einerseits klingt Stolz auf gesicherten Frieden, den Tempel, auf Wohlstand und weltweites Ansehen an. Andererseits wird Salomo sowohl explizit als auch implizit kritisiert. Getadelt werden die extreme Vielweiberei – Salomo unterhielt einen Harem von 700 Frauen und 300 Nebenfrauen nichtjüdischer Herkunft, wodurch er zum Polytheismus verleitet wurde – und seine Maßlosigkeit, die als Verstoß gegen Gottes Gebot gelten (1 Kön 11 ).

## Apokryphe Schriften
Neben den genannten kanonischen Schriften werden Salomo auch einige apokryphe Werke zugeschrieben: Die griechische und die syrische Überlieferung kennen die Psalmen Salomos, eine Sammlung apokrypher Psalmen jüdischer Herkunft aus dem 1. Jahrhundert v. Chr., und die Oden Salomos, eine um 200 n. Chr. verfasste christliche Lieder- und Gebetssammlung.
Die gnostische Apokalypse des Adam, vermutlich in das 1. oder das 2. Jahrhundert zu datieren, erwähnt eine Legende, der zufolge Salomo eine Armee von Dämonen aussendet auf der Suche nach einer Jungfrau, die vor ihm geflohen ist. Die Berichte über Salomo als Beherrscher von Dämonen begegnen im Testament Salomos, einer ebenfalls gnostischen Schrift, in ausgestalteter Form und haben in der jüdischen und der islamischen Volksüberlieferung weite Verbreitung gefunden.

## Salomo im Islam

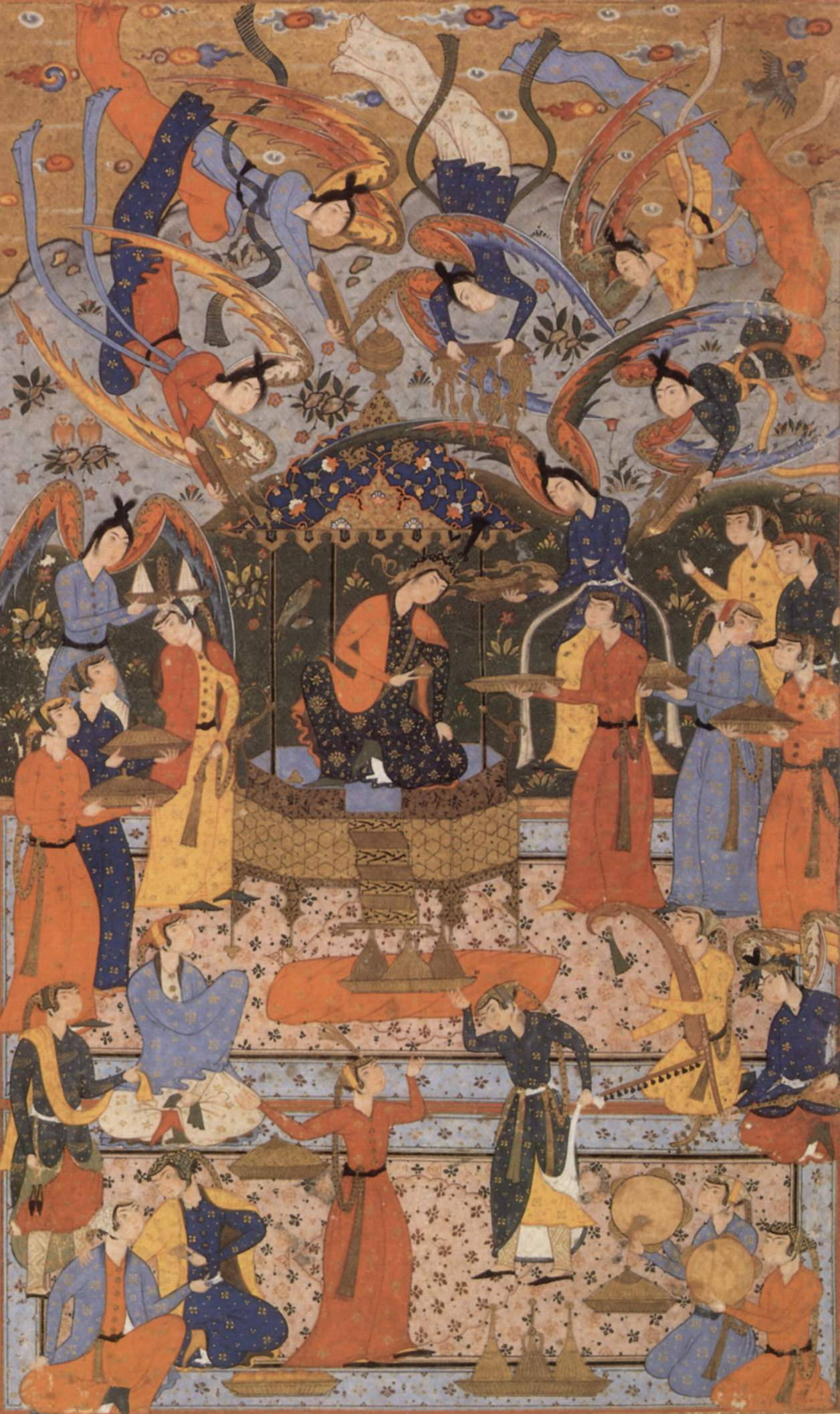
Die Königin von Saba im Schāhnāme des Ferdosi

Auch im Koran, der Heiligen Schrift des Islam als einer weiteren abrahamitischen Religion, wird Salomo – unter der arabischen Namensform Sulaimān – Arabisch (سليمان) als Prophet und ebenfalls als Sohn Davids – unter der arabischen Namensform Dāwūd – bezeichnet und siebzehnmal genannt (vierzehnmal in einem Vers aus Mekka, dreimal in einem aus Medina). Es werden ihm übernatürliche Fähigkeiten zugeschrieben, wie etwa das Sprechen mit Tieren und Dschinnen. So zum Beispiel bat er einen Ifrit, den Thron der Königin von Saba zu sich zu holen. Einer Erzählung nach verlor er diesen Ring, als er den Götzendienst in seinem Königreich duldete, konnte ihn aber später wiedererlangen. Das berühmte salomonische Urteil wird nicht im Koran, aber in einer Überlieferung von Buchari erwähnt. Neben seiner Rolle als weiser König wird Salomon auch als Befehlshaber der Winde und der Dschinn erwähnt, denen Allah erlaubte für ihn zu arbeiten (Sure 34, 12). Im mittelalterlichen Iran wird erzählt, dass die Moschee von Masdsched Soleyman in Chuzestan von dämonischen Diw auf Befehl Salomos errichtet worden sei. Die Figur Salomos verschmolz dadurch mit der persischen Figur des Dschamschid, der Dämonen versklavte und als Erfinder verschiedener Handwerke gilt. Persepolis, von wo aus er regiert haben soll, wurde infolge der Verschmelzung beider Figuren von Autoren wie Al-Masʿūdī und Al-Istachrī auch als der eigentliche Herrschersitz Salomons angegeben.
Im Süleymanname, einer osmanischen Chronik über das Leben Süleymans des Prächtigen (1496–1566), heißt es, Salomo habe in seinem Garten ein Kraut aus der Wand des Tempels herauswachsen sehen und das Kraut gefragt, was es sei. Das Kraut antwortete „Ich bin das Steinbrech“ (der Schamir Salomos wird ebenso von einigen Autoren als Steinbrech identifiziert). Es sei geschaffen, um „die festesten Tempel und Burgen mit der Zeit zu zerstören“. Salomo sagte, dass das Kraut nicht schaden, sondern nützen solle, und fertigte daraus einen Stab. Als er starb, soll sein unverwester Körper ein Jahr lang auf seinen Stab gestützt dagestanden haben, sodass man annahm, er sei noch lebendig. Erst als der Stab brach und Salomo zu Boden fiel, wurde allen bewusst, dass er schon vor langer Zeit gestorben war. Mehrere Quellen berichten von dieser Sage in weitestgehender Übereinstimmung.

## Die historische Person
Ob Salomo als historische Person gelten kann, ist wie im Fall seines Vaters David umstritten. So lassen viele der Erzählungen vermuten, dass sie im 8. oder im 7. Jahrhundert v. Chr. entstanden, dann aber legendär ausgeschmückt und in die Zeit der Regentschaft Salomos übertragen wurden. Wäre das Reich der Israeliten wirklich so groß gewesen, dürften sich im von Ägypten bis Mesopotamien reichenden Kulturraum deutlich mehr Spuren davon finden lassen als die 1993 entdeckte Tel-Dan-Inschrift, die ein „Haus Davids“ erwähnt, sich aber möglicherweise nicht auf den biblischen König David bezieht. Außerhalb des Alten Testaments existieren keine historischen Belege für Salomo als reale Gestalt; seine Erwähnung im Koran stützt sich bereits auf die Überlieferung der zwei anderen abrahamitischen Religionen. Bei den „40 Jahren“ seiner Regierungszeit handelt es sich zudem um eine schon zuvor oft, zumeist für die Dauer einer Generation verwendete runde Zahl. Eine zuverlässige Datierung seiner Regentschaft ist daher nicht möglich. Auf der anderen Seite lässt bereits der Text der Bibel erkennen, dass der Staat Salomos auf die Hilfe des Königs Hiram von Tyros angewiesen war, ohne den weder der Tempel noch die Seefahrt möglich gewesen wären.

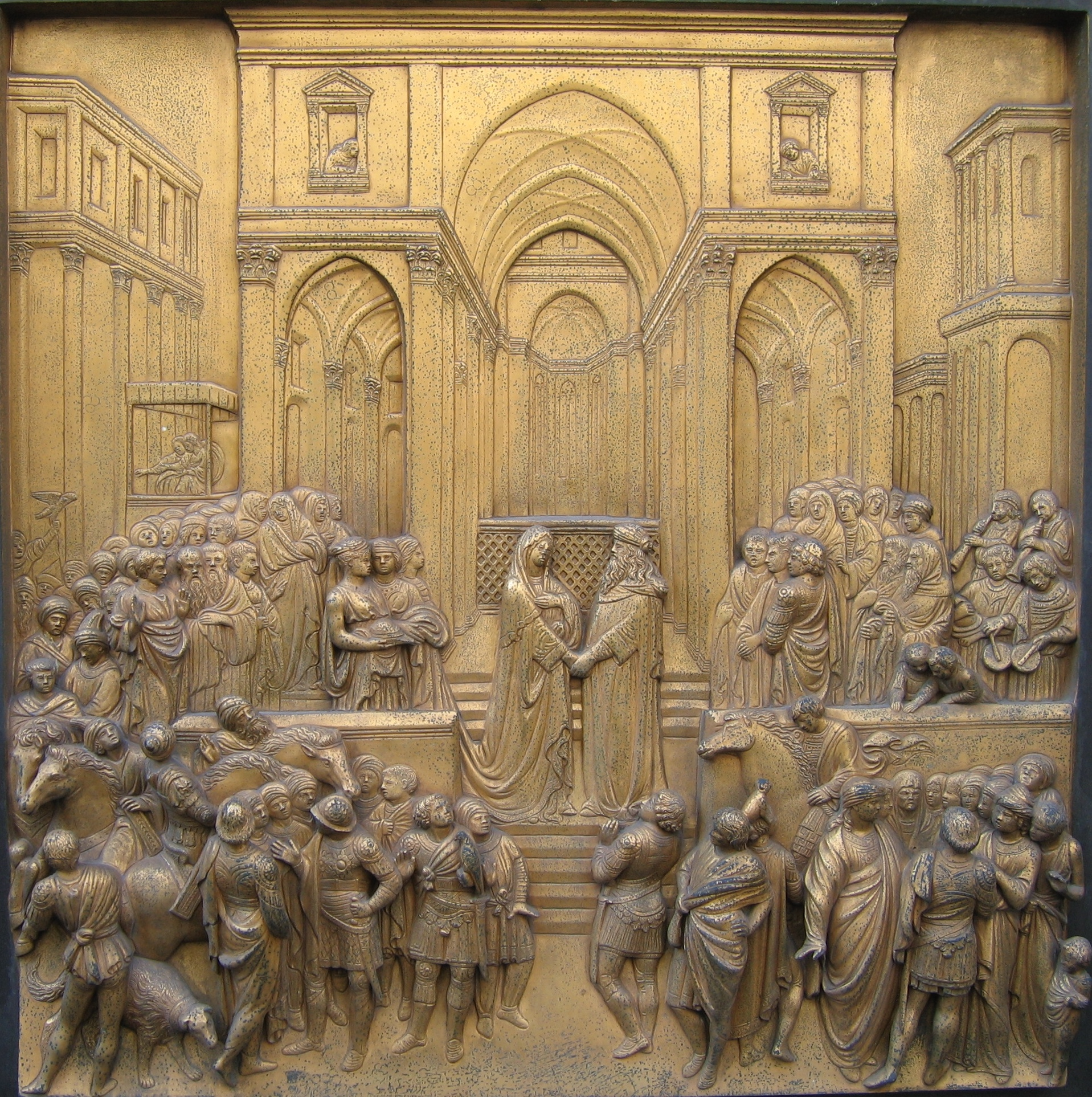
Salomon trifft die Königin von Saba; Relief von Lorenzo Ghiberti an der bronzenen Paradiespforte des Baptisteriums in Florenz, 1425ff.

Es gibt allerdings Indizien sowohl für die historische Existenz sowohl von Salomo selbst als auch von Hiram und der Königin von Saba. So lebte um 740 v. Chr. ein König Sa-la-ma/-nu in Moab, ein König Ahiram in Tyrus und eine arabische Königin mit Silbenschreibung Za-bi-be (als Buchstabenschreibung ZBB = Zabba/Sabba). Auch soll diese arabische Königin „Geschenke“ in Form von Tributzahlungen an einen assyrischen König überbracht haben. Inschriften des assyrischen Königs Tiglat-Pilnessar beschreiben dies ausführlich.
Nach Ernst Axel Knauf und Hermann Michael Niemann handelt es sich bei der Gestalt des Salomo in den Erzählungen um eine fiktive Figur, die lediglich, so die Hypothese, bezüglich ihres Namens historischen Wert habe. Denn der historische König Rehabeam habe in den ersten Regierungsjahren den Namen ‚Salomo‘ getragen. Auch Christian Frevel untersucht die Figur des Salomo, zieht aber nicht gleichfalls den Schluss, Salomo und Rehabeam seien einer und derselbe. Die aktuellen Betrachtungen stimmen aber darin überein, dass die allfällige Historizität Salomos sich mangels zeitgenössischer schriftlicher Quellen nicht belegen lässt.

## Schamir Salomos
In der Mischna und Tosefta ist der Schamir eine nicht weiter charakterisierte Entität, die die Fähigkeit besitzt, Stein zu brechen. Gott soll befohlen haben beim Bau des heiligen Tempels in Jerusalem kein Eisen zu verwenden, da Eisen ein Werkzeug des Krieges sei. Als König Salomon sich fragte, wie der Tempel ohne Eisen zu errichten sei, gab der Prophet Nathan den Hinweis auf den Schamir, der durch Stein schneiden könne. Ein Albatros gibt der Legende nach den Hinweis auf eine Vogelart beim nördlichen See, die ein Werkzeug verwendet, um ihre Nester im Felsen zu bauen – den Schamir. Benayahu übergibt den Schamir Salomon, damit dieser ohne Eisen den Jerusalemer Tempel errichten kann.

## Siegel Salomos
Salomo soll einen Siegelring besessen haben, in dem sich seine gesamte Macht bündelte. Mit diesem Ring habe er die Fähigkeit besessen, Dämonen zu kontrollieren. Nach Flavius Josephus verdankte der Ring seine Macht einer besonderen Wurzel, die unter dem Siegel eingeschlossen war. In einer Eleasar-Perikope bei Josephus erhält der Siegelring seine Macht erst durch die von Salomo überlieferte Wurzel. Auch im Buch der Weisheit wird auf die Salomonwurzel Bezug genommen. Dort heißt es: „Gott gibt Erkenntnis über die Vielfalt der Pflanzen und die Kraft der Wurzeln.“ Laut dem Testament Salomos überreichte der Erzengel Gabriel Salomo einen Ring, der ihm beim Bau des Tempels half. Das Siegel Salomos und der Ring Salomos wurden zu weit verbreiteten Symbolen. Die Legende vom Siegel Salomos spiegelt sich auch in der Bezeichnung der Pflanze Echtes Salomonssiegel wider.

## Nachwirken
Im Talmud, im Koran und in anderen späteren Überlieferungen finden sich viele Berichte über Salomo. Im Koran heißt es, er habe Gewalt über Dämonen gehabt, die für ihn Schätze aus dem Meer beschafften und sogar den Tempel von Quds (d. h. Jerusalem) erbauten. Er habe einen Talisman besessen, auf dem der wahre Name Gottes stand und mit dem er über alles Herrschaft ausüben konnte. Auch soll ihm von Allah die Macht über die Tiere übertragen worden sein und er soll die Sprache der Vögel gesprochen haben.
Im orientalischen Volksglauben, namentlich in Tausendundeiner Nacht, wird Salomo (Sulaiman, Soliman, Süleyman) dargestellt als Inbegriff der Weisheit und als erster namhafter König, der Allah dient, der Menschen, Tieren und Geistern befiehlt und der die Dschinnen in Flaschen einsperrt und für kurze Zeit sogar Iblis, den Teufel selbst, als Aufseher über die Satane einsetzt. Er wird dort auch als „Herr der Ifrit (Totengeister)“ bezeichnet. Süleyman war daher ein sehr beliebter Vorname, den auch mehrere Kalifen und Sultane trugen.
Für die Äthiopisch-Orthodoxe Tewahedo-Kirche – und mithin auch für die Rastafari-Religion Jamaikas – spielt Salomo eine besondere Rolle, da deren Anhängern die alten äthiopischen Kaiser als Nachfahren von Salomo und der Königin von Saba gelten.
Im Mittelalter galt Salomo neben David als Ideal eines christlichen Herrschers. Ersterer stand für den gerechten, letzterer für den gottgefällig-kriegerischen König. Beispielsweise stellte Karl IV. seine Herrschaft unter das Leitbild der beiden. Vom Anfang (Rede seiner Gesandten im November 1346 im Papstpalast Avignon) bis zum Ende (Titulierung als zweiter Salomo im Landbuch Kaiser Karls IV., niedergeschrieben 1376) prägte dies seine Amtszeit als römisch-deutscher König.
Durch den Tempelbau hat Salomo auch für die Freimaurerei eine besondere symbolische Bedeutung.

## Darstellungen in der Bildenden Kunst

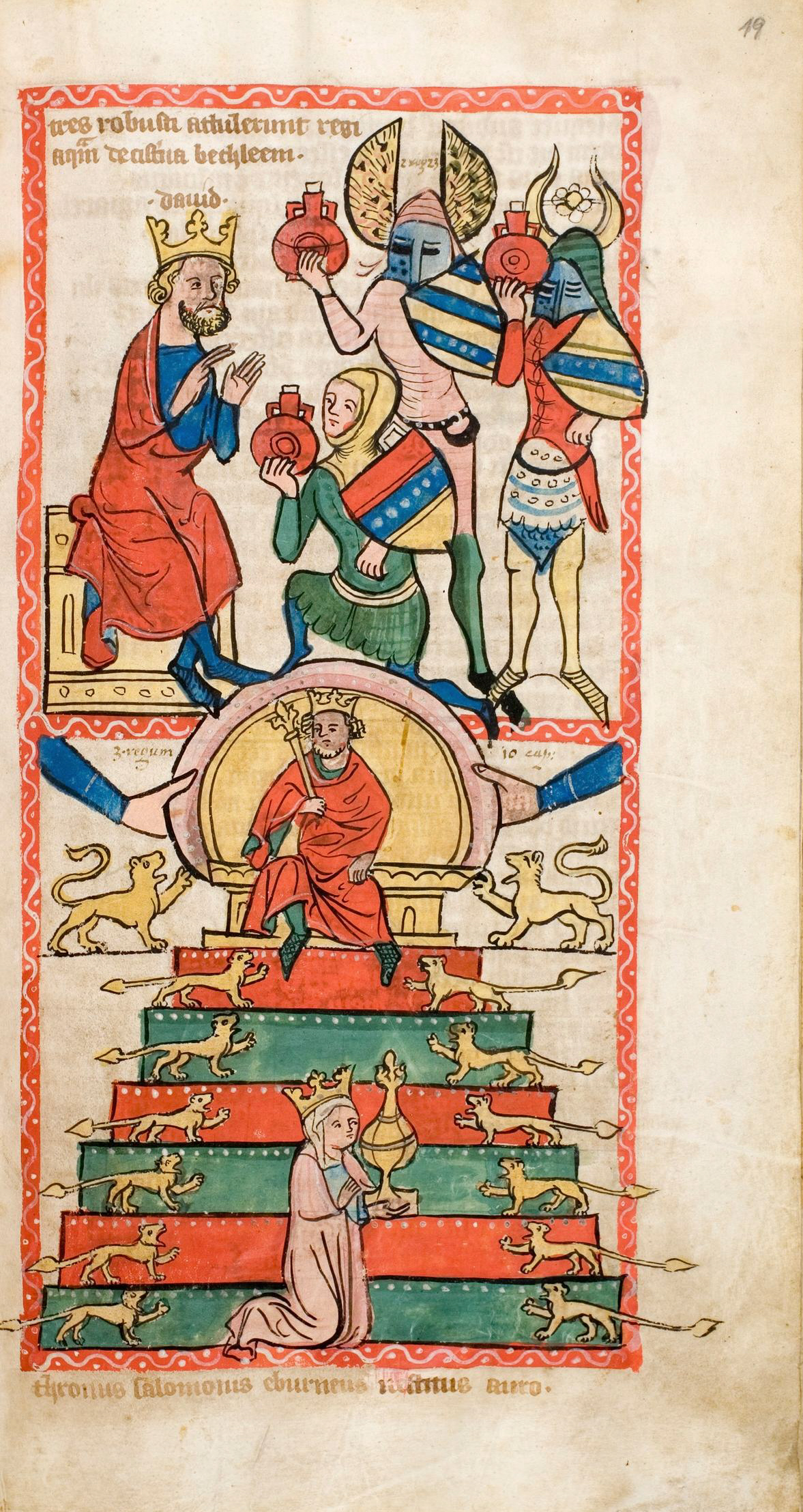
Salomon auf dem Löwenthron (unten). Buchmalerei im Heilsspiegel, um 1360

In der christlichen Ikonographie wird Salomo mit seinen königlichen Attributen dargestellt: Krone, Zepter, Schwert. Als Einzelfigur steht er oft in der Reihe alttestamentlicher Könige und Propheten, vor allem neben David, aber auch bei den Vorfahren Christi in der Wurzel Jesse. Als Tugendpersonifikation steht Salomo für Weisheit und Gerechtigkeit; in anderen Zusammenhängen ist sein Auftreten typologisch bedingt. So muss der Bildsinn der Figur oder Szene immer kontextabhängig interpretiert werden.
Thron Salomonis
Sein kostbarer, sechsstufiger und von 12 Löwen flankierter Thron wird seltener mit dem sitzenden König selbst dargestellt, häufiger symbolisieren auf Darstellungen der Madonna auf dem Löwenthron diese Elemente die heilsgeschichtliche Erfüllung der alttestamentlichen Weissagungen.
Das Urteil Salomonis
ist wohl die populärste und häufigste Darstellung unter den zahlreichen szenischen Motiven aus dem Leben Salomos:
Gern ist sie als vorbildhaftes Gerechtigkeitsbild an Orten der Rechtsprechung zu finden:
- Skulpturen am Dogenplast Venedig
- Bremen, Obere Rathaushalle, Wandgemälde von Bartholomäus Bruyn, 1532: (Bild)
- Straßburger Münster, Südportal, (im 19. Jh. erneuert): (Bild)

Besuch der Königin von Saba

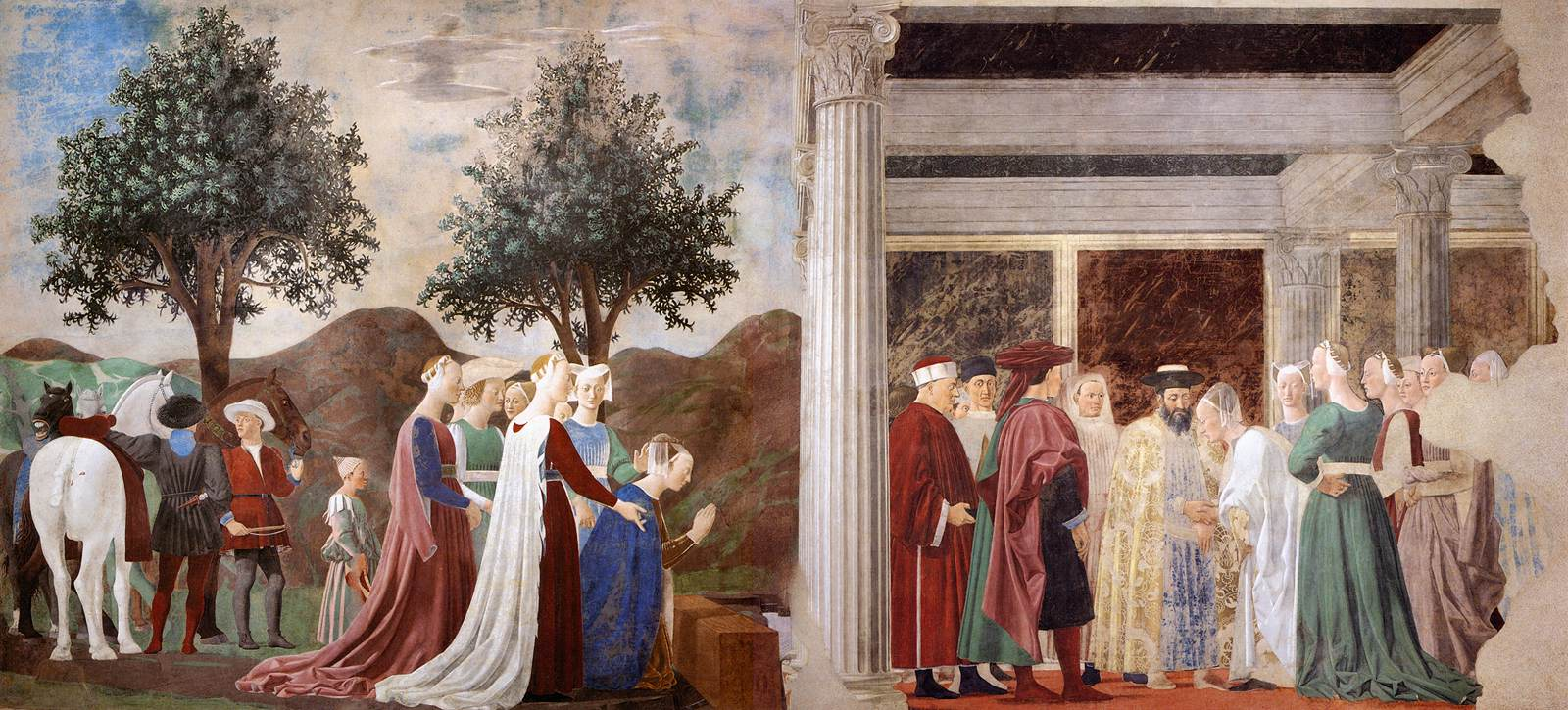
Die Königin von Saba findet den künftigen Kreuzbalken (linke Bildhälfte), Die Königin von Saba vor Salomo (rechts). Fresko von Piero della Francesca in San Francesco zu Arezzo, um 1460

In die christliche Ikonographie ist die Darstellung der dem Salomo huldigenden Königin aufgenommen worden, weil sie typologisch in Beziehung gesetzt wurde zu den das Jesuskind anbetenden Heiligen Drei Königen (Klosterneuburger Altar). Mittelalterliche Legenden weisen ihr ferner einen Platz in der Vorgeschichte der Kreuzauffindung zu: Auf dem Weg zu Salomo erkennt sie einen über einen Bach gelegten Balken als zukünftiges Kreuzesholz.